# Mikrolernen
Mikrolernen (englisch microlearning) bezeichnet Lernen in kleinen Lerneinheiten und kurzen Schritten. Allgemein verweist der Begriff „Mikrolernen“ auf die Mikro-Aspekte im Kontext von Lern-, Ausbildungs- und Trainingsprozessen. Häufiger wird der Begriff jedoch spezieller für eine technische Realisierung im Bereich des E-Learnings verwendet, welche die Anwendung neuer Web-Techniken für das E-Learning nutzt. Dabei werden kleine Informationseinheiten und Testfragen über PC oder Handy vom Server abgerufen. Die Software auf dem Server beobachtet den individuellen Lernfortschritt und passt die Fragestellungen und Fragewiederholungen an die bisher richtig oder falsch beantworteten Fragen an.

## Allgemeines
Mikrolernen ist ein recht junger Begriff, dessen Bedeutung und Aspekte noch Gegenstand der Forschung sind. Im weitesten Sinne kann Mikrolernen als eine Metapher verstanden werden, die sich auf Mikroaspekte in der Vielzahl von Lernmodellen, Konzepten und Prozesse bezieht. Bei allen Arten des Lernens (z. B. Aufbau und Organisation von Wissen, Verhaltensänderungen, Änderung von Glaubens- und Wertesystemen, kognitive Fähigkeiten und Strukturen, emotionale Reaktionen, soziale Verhaltensmuster) kann man Mikro-, Meso- und Makro-Aspekte der nachhaltig gelernten Änderungen unterscheiden. Abhängig vom Rahmen variieren Mikro-, Meso- und Makroaspekte. Sie sind bezugnehmende Konzepte. Zum Beispiel möchte man im Kontext des Spracherwerbs, beim Erlernen der Vokabeln und Sätze auf die Mikroebene verweisen. Man unterscheidet hier zu den Situationen und Episoden (Mesoaspekte) und den soziologisch-kulturellen Besonderheiten oder einer komplizierten Semantik (Makroaspekt). In einer allgemeineren Darlegung des Lernens sollte man die Unterscheidung zwischen dem Lernen von Einzelpersonen, Gruppen, Organisationen, Generationen oder Gesellschaften vornehmen.
Außerdem kennzeichnet Mikrolernen einen Wechsel von traditionellen Lernmodellen hin zu mikroperspektivischen Lerneinheiten und betont die Bedeutung letzteren für das Lernen. Die Annäherung an Mikrolernen ist ein neu auftauchendes Paradigma, weswegen es noch keine exakt formulierten Definitionen, oder Anwendungsdarstellungen gibt. Auf jeden Fall kann der anwachsende Fokus von Mikrolernaktivitäten bei den Netzbenutzern nachvollzogen werden, welche z. B. ihre persönlichen Weblog-Einträge und Bookmarks mit der Bezeichnung des Mikrolernens etikettieren.
Als anleitende Technologie konzentriert sich Mikrolernen auf das Design von Mikrolernaktivitäten durch Mikroschritte in digitalen Medienentwicklungen, was bereits eine tägliche Wirklichkeit für heutige Wissensmanager ist. Diese Aktivitäten können in die täglichen Routineaufgaben und Programme des Lerners eingearbeitet werden. Anders als traditionelle E-Learning-Konzepte und Annäherungen, kann Mikrolernen als Stoßtechnologie gesehen werden, welche die kognitive Last beim Lernen verringert. Folglich ist die Auswahl der Mikrolernobjekte, genauso aber auch Ort und Zeit der Lernaktivitäten von großer Bedeutung für den Lernerfolg.

## Charakterisierung des Mikrolernens
Mikrolernen ist gekennzeichnet durch viele kleine Lerneinheiten. Diese nennt man Microcontents. Man findet sie sowohl in strukturierter Form (E-Learning), als auch in dynamischen Prozessen, wie zum Beispiel bei einem Weblog oder einem Bookmark (Micromedia) im World Wide Web wieder.
Außerdem kann Mikrolernen eine Zeitspanne beschreiben. Damit ist die benötigte Lernzeit für eine bestimmte Aufgabe gemeint (zum Beispiel das Beantworten einer Frage). Lernprozesse, die unter dem Namen Mikrolernen beschrieben werden, decken oft wenige Sekunden ab, können aber auch 15 Minuten oder länger andauern.
Mikrolernen kann auch als Prozess von kurzen Lernaktivitäten verstanden werden. Wir lernen in diesem Sinne zum Beispiel durch Interaktionen. Diese sind von minimalen Lerneinheiten gespickt und laufen in kurzen Zeitphasen ab. Genau an dieser Stelle bekommt Mikrolernen dann auch eine konkretere Form. Antworten, Gegenpositionen, Verbesserungen usw. lassen uns lernen. Eine weitere Eigenschaft des Mikrolernen wird hier deutlich: die sofortige und direkte Kontrolle des Lernerfolges ohne Umwege (kurze Feedback-Schleife).
Im weitesten Sinne beschreibt Mikrolernen die Art und Weise, wie immer mehr und mehr Leute informell Lernen. Wissen entsteht durch die Entwicklung der kleinen Lerneinheiten. Insbesondere sind damit Anwendungen des Web2.0 und drahtlose Netzwerktechnologien gemeint. In diesem Deutungsansatz verwischen die Grenzen zwischen Mikrolernen und Mikrowissen, sie ergänzen sich.

## Dimensionen des Mikrolernens
Der Mikro-Aspekt ist für folgende Dimensionen bekannt:
- Zeit: Die Lernschritte sind kurz (Sekunden, höchstens Minuten).
- Inhalt: Die Lerneinheiten sind klein und die Themen sind beschränkt und ziemlich einfach.
- schnelle Rückkopplung: Die Kontrolle des Lernerfolgs geschieht sofort und direkt.
- Form: Fragmente, Fakten, Episoden, Kurzelemente
- Prozess: unterschiedlich, begleitend oder tatsächlich, wiederholend, integriert
- Lerntyp: wiederholend, pragmatisch, aktiv, reflexiv, kooperativ; auch: Action Learning, Lernen im Klassenzimmer, korporatives Lernen
- Medien: Printmedien, elektronische Medien, mono-media versus multi-media

## Beispiele für Mikrolernen
- Sport: Um zu lernen, auf einem Surf-Brett zu balancieren, seine Schlag-, Wurf- oder Schusstechnik zu verfeinern, benötigt man viele kleine Lerneinheiten, viele kurze Lernschritte und sofortige, direkte Kontrolle des Lernerfolgs. Theorie ist dabei weniger hilfreich.
- Sprachen lernen: Sprach-PC-Programme, Vokabel-Trainer.
- zur Abgewöhnung schlechter Gewohnheiten
- Lesen eines Textabschnitts, einer E-Mail oder einer SMS.

Weitere:
· Spielerisches Lernen durch sogenannte Mikro-Spiele
· Erstellen von Kurz-Gedichten oder Haikus
· Beantwortung von Quizfragen/Multipe-choice Fragen
· Antwortauswahl zu Fragestellungen
· Sortierung von kleinen Wissensressourcen
· Verinnerlichung von Wörtern, Vokabeln, Definitionen
· Podcasts / kurze Video-Clips

## Anwendungen des Mikrolernens
- Bildschirmschoner, die den Benutzer auffordern kurze Folgen von einfachen Aufgaben zu lösen
- Multiple-choice Quiz auf einem Handy mittels SMS oder mobilen Anwendungen (wie zum Beispiel der MLE, einer Open Source Lernanwendung für Mobiltelefone[3])
- Wort oder Aufgabe des Tages als täglicher RSS-Feed oder E-Mail
- Lernkartei-Software zum Merken von Inhalten durch Wiederholung mit Zeitabständen
- Clients für Windows
- Anwendungen für Smartphones

## Mikrolernen und Gamification
Eine Weiterentwicklung des Mikrolern-Konzepts ist der Einbau spielerischer Elemente, die unter dem Schlagwort Gamification verhandelt werden. So wurden 2015 Lösungen entwickelt, die an Anlehnung an die Erfolge diverser Quiz-Apps ein Spiel um Wissen als Wissensduell zwischen zwei Spielern ermöglichen. Der Gamification-Trend wird unter anderem an der Universität Lüneburg wissenschaftlich erforscht.

## Mikrolernen in der Informatik
Software-Engineering wird immer stärker als Lernprozess begriffen: Man kann zu Beginn eines Projektes nicht alles vorher wissen und korrekt planen. Es ist besser, die Realität des Nicht-Wissens zu Beginn eines Projektes zuzugeben und alle Entscheidungen offenzulassen, die seriös erst nach Absolvierung des Lernprozesses getroffen werden können. „Wir können nicht schneller entwickeln als lernen“ ist die Aussage von Fachleuten für Extreme Programming (XP). Andererseits gibt es einen enormen Druck auf die Beschleunigung des Softwareentwicklungsprozesses. Daraus folgt zwingend, auch den Lernprozess effizienter zu gestalten. Dies geschieht heute mit Mikrolernen.
Testgetriebene Entwicklung (Test-Driven Development, TDD) ist ein Beispiel für Mikrolernen bei der Systementwicklung und hat die Praxis des Software-Engineerings in den letzten fünf Jahren revolutioniert. Heute wird Software in Mikro-Iterationen erstellt, wobei der Erfolgstest, beispielsweise Unit-Test, an erster Stelle, noch vor der Entwicklung der Funktionalität, steht. TDD hilft Entwicklern, in den Flow zu gelangen.